# 预期效用假说
在微观经济学、博弈论、决策论中，预期效用假说（英語：Expected utility hypothesis），又称预期效用理论（英語：Expected Utility Theory），或期望效用理论，是一个效用理论，指在风险情况下，个人所作出的选择是追求某一数量的期望值的最大化。这个理论最早在1738年由丹尼尔·伯努利提出，该假说用于解释赌博和保险中的期望值。
冯·纽曼-摩根斯坦效用定理提出，在预期效用假说成立的前提下，一个有理性的人应该如何选择的公式。

## 历史
1738年，为解决圣彼得堡悖论，丹尼尔·伯努利提出了期望效用理论。论文主要包括两条原理：
1. 边际效用递减原理：一个人对于财富的占有多多益善，即效用函数一阶导数大于零；随着财富的增加，满足程度的增加速度不断下降，效用函数二阶导数小于零。
2. 最大效用原理：在风险和不确定条件下，个人的决策行为准则是为了获得最大期望效用值而非最大期望金额值。

## 挑戰
预期效用假说被一些學者認為不合邏輯，並提出阿莱悖论、艾尔斯伯格悖论、展望理論來證明。